# アロイス・リップブルガー
アロイス・リップブルガー（Alois Lipburger、1956年8月27日 - 2001年2月4日）はオーストリア、フォアアールベルク州・アンデルスブッフ出身の元スキージャンプ選手、指導者。

## プロフィール
バルダー・プライムルコーチの門下生として指導を受け、オーストリアジャンプチームの黄金時代を担ったうちの一人である。
現役時代は1975年に来日し宮様スキー大会少年の部で70m級、90m級とも優勝、翌1976年の札幌五輪記念、STV杯で2連勝、1977年のHBCカップジャンプ競技会でも優勝するなど日本との縁も深かった。
1978年のノルディックスキー世界選手権で個人銀メダルを獲得、1979/80シーズンから始まったスキージャンプ・ワールドカップでは通算2勝している。この2勝はアメリカ、アイアンウッドのフライングで2連勝したものである。
リップブルガーはインスブルック大学でスポーツ指導理論と哲学を専攻し、卒業後はStamsスキー学校の教員兼コーチとして赴任した。
その後ドイツ、のノルディック複合ナショナルチームやフランスのジャンプナショナルチームを指導、1999年からはオーストリアジャンプナショナルチームのヘッドコーチに就任した。
2001年2月4日、ヴィリンゲン（ドイツ）のワールドカップから帰国する際、マルティン・ヘルバルトが自動車事故を起こし、同乗していたリップブルガーが亡くなった。ヘルバルトと同乗していたアンドレアス・ビドヘルツルは軽傷で助かった。
現在Stamsではアロイス・リップブルガー記念ジャンプ大会が毎年開催されている。

## 関連書籍
- Toni Innauer: Der kritische Punkt. Mein Weg zum Erfolg. Aufgezeichnet von Christian Seiler, Bad Sauerbrunn, 1992, (mit vielen Episoden um Alois Lipburger und Anton Innauer), ISBN 3-900977-32-1